# Л'Ореал
Л'Ореал (на френски: L'Oréal) е най-големият козметичен концерн в света. Седалището се намира в предградие на Париж. Л’Ореал притежава стотици търговски марки в областта на грима, козметиката (вкл. и медицинската такава), продуктите за коса, парфюмерията и др. Една от тези търговски марки е добре познатата „Л’Ореал Париж“.
Концернът развива научноизследователска дейност в областта на козметиката и фармацевтиката и има права над редица патенти, вкл. и в областта на нанотехнологиите.

## История и развитие
Основите на фирмата са поставени през 1907 г. в Париж с производство на боя за коса. Дейността се разраства и през 1909 г. е регистрирано търговско дружество. През 1928 г. създателите купуват предприятие за производство на сапуни и така навлизат на масовия пазар. През 1939 г. придобива статут на акционерно дружество и започва да се нарича с името, което познаваме и до днес – Л’Ореал. Още от самото начало Л’Ореал извършва научноизследователска дейност с цел подобряване качеството на продуктите си, чиято гама се разширява непрекъснато; през 1950 г. научният екип наброява сто души. През 1963 г. акции на дружеството се предлагат на Парижката фондова борса. Производството се разраства, и през 1984 г. броят на научните сътрудници е 1000.
Л’Ореал изкупува редица търговски марки и производства, разширява продуктовата гама и днес притежава стотици марки в областта на областта на грима, козметиката (вкл. и медицинската такава), продуктите за коса, парфюмерията. Една от тези търговски марки е добре познатата „Л’Ореал Париж“.
Концернът изгражда свои лаборатории за научноизследователска дейност в Китай, САЩ, Франция, Япония. Л’Ореал притежава дялове във фармацевтични производства, както и развива помощни дейности в редица области, които нямат пряка връзка с козметиката.

## Финансови измерения
През 2017 г. оборотът на Л’Ореал възлиза на 26 млрд. евро, над половината от който се дължи на продуктите за масово потребление. Луксозните стоки съставят близо 25% от продажбите, а професионалната козметика – близо 14%. Регионално, един от най-бързо разрастващите пазари е този в Източна Европа, макар дялът му да е относително малък – около 6%. Продажбите в Западна Европа представляват 47% от общите продажби, а тези в Северна Америка – 26%.
Нетната печалба за 2017 г. възлиза на над 3,5 млрд. евро.
Главните поименни акционери в последното десетилетие са Лилиан Бетанкур (1922 – 2017) – дъщеря на създателя на предприятието с над (30%) и Нестле около (25%). Почти 40% от акциите са притежание на огромен брой по-малки акционери.

## Търговски марки
Концернът Л’Ореал притежава стотици лицензи и търговски марки, една от които, но далеч не единствената, е водещата марка на концерна – Л’Ореал Париж, позната още като Л’Ореал.
- масово потребление: Л’Ореал Париж, Елсев, Гарние, Мейбълин и др.
- луксозни продукти: Ланком, Биотерм, Кашарел (само парфюми), Палома Пикасо (само парфюми), Ралф Лорън (само парфюми) и др.
- медицинска козметика: Ла Рош-Позе, Виши и др.
- професионални продукти, предназначени за фризьори и стилисти
- други марки, нямащи пряка връзка с козметиката: фармацевтично производство – дял в Санофи-Авентис; както и много други в областта на химията, финансите, рекламата и др.

## Публичност и реклама
Компанията основава фондацията „Л’Ореал“, която е в основата на редица инициативи. В сътрудничество с ЮНЕСКО фондацията стартира програма за затвърждаване на мястото на съвременната жена в областта на науката, информационна кампания за СПИН превенция, както и много други дейности. Бюджетът на фондацията за периода 2007 – 2012 възлиза на 40 млн. евро.
Десетки известни личности са рекламни лица на Л’Ореал Париж, например Айшвария Рай, Анди Макдауъл, Джейн Фонда, Дженифър Анистън, Дженифър Лопес, Ева Лонгория, Кейт Мос, Клаудия Шифер, Летисия Каста, Пенелопе Крус, Скарлет Йохансон и др.
Въпреки обществената си ангажираност, компанията е често обвинявана в непочтена реклама, вкл. и по съдебен път. През 2006 г. група потребители предявяват искания по повод обвинения в лъжлива реклама на шампоан „Фруктис“. Една от скорошните санкции е по повод реклама на спирала за мигли с участието на Пенелопе Крус, която не отговаря на законовите изисквания на някои страни. реклами на много други продукти са оспорвани, например козметични средства срещу бръчки и целулит.